# Ryōya Morishita
Ryōya Morishita (jap. 森下 龍矢, Morishita Ryōya; * 11. April 1997 in Shizuoka) ist ein japanischer Fußballspieler. 

## Karriere

### Verein
Ryōya Morishita erlernte das Fußballspielen in der Jugendmannschaft von Júbilo Iwata sowie in der Universitätsmannschaft der Meiji-Universität. Seinen ersten Vertrag unterschrieb er 2020 bei Sagan Tosu. Der Club aus Tosu spielte in der höchsten Liga des Landes, der J1 League. Sein Ligadebüt gab er am ersten Spieltag am 22. Februar 2020 gegen Kawasaki Frontale. Für Sagan Tosu absolvierte er 33 Erstligaspiele. Im Januar 2021 wechselte er zum Ligakonkurrenten Nagoya Grampus nach Nagoya. Am 30. Oktober 2021 stand er mit Nagoya im Finale des J. League Cup. Das Finale gegen Cerezo Osaka gewann man mit 2:0.
Anfang 2024 wurde Morishita bis Jahresende an den polnischen Verein Legia Warschau verliehen. Der Verein aus Warschau spielte in der ersten Liga, der Ekstraklasa. Nach der Ausleihe wurde er im Januar 2025 fest von Warschau unter Vertrag genommen.

### Nationalmannschaft
Am 15. Juni 2023 absolvierte Morishita im Freundschaftsspiel gegen El Salvador sein erstes Länderspiel für sein Heimatland.

## Erfolge
Nagoya Grampus
- Japanischer Ligapokalsieger: 2021